# Thomas Zouch
Pour les articles homonymes, voir Zouch.
Thomas Zouch, né en 1737 à Sandal Magna, près de Wakefield, dans le comté d'York et mort en 1815, est un littérateur anglais, docteur en théologie.
Il termina ses études dans l'université de Cambridge au collège de la Trinité, auquel il fut ensuite agrégé et où il exerça l'enseignement. L'affaiblissement de sa santé l'ayant obligé à résilier son emploi, il fut, en 1770, pourvu du rectorat de Wycliffe, et de celui de Scravingliam, dans sa province natale. Le ministre Pitt lui donna en 1805 la seconde prébende de l'église de Durham. Trois ans après, l'évêché de Carlisle lui fut offert ; mais il le refusa, préférant passer ses dernières années dans une studieuse retraite. 
Unissant le goût de la botanique à celui des belles-lettres, il avait fortifié sa constitution en herborisant aux environs de sa demeure ; la société linnéenne de Londres le comptait au nombre de ses membres. Zouch mourut à Sandal Magna le 17 décembre 1815. 
On a de lui, entre autres écrits :
1. le Crucifiement, poème, in-4° ;
2. Considérations sur le caractère prophétique des Romains, tel qu'il est présenté dans Daniel, liv. 8, V. 23-25 ;
3. Modèle d'un digne maître d'école offert dans la personne du révérend John Clarke, 1798, in-4° ;
4. Essai d'éclaircissement de quelques prophéties de l'Ancien et du Nouveau Testament, 1800, in-12 ;
5. Mémoires sur la vie et les écrits de sir Philippe Sidney, 1808, in-4 ;
6. Mémoires sur la vie de John Sudbury, doyen de Durham, 1808, in-4.

Thomas Zouch est éditeur de : 
1. Amour et vérité : en deux lettres modestes et pacifiques, touchant les désordres du temps actuel, écrites par un paisible citoyen de Londres à deux factieux boutiquiers de Coventry, avec des notes et une préface par l'éditeur, 1795, in-8. Cet opuscule a pour auteur Izaac Walton, bien qu'on ne l'ait point cité à son article.
2. Vies de J. Donne, sir H. Wotton, R. Hookeer, G. Herbert, et R. Sanderson, par Isaac Walton, avec des notes et une Vie de l'auteur, 1796, in-4 ; 1798, in 8.

Henry Zouch, frère de Thomas, et dont on a quelques écrits sur des objets de police, était mort en 1795.

## Source
« Thomas Zouch », dans Louis-Gabriel Michaud, Biographie universelle ancienne et moderne : histoire par ordre alphabétique de la vie publique et privée de tous les hommes avec la collaboration de plus de 300 savants et littérateurs français ou étrangers, 2e édition, 1843-1865 [détail de l’édition]